# Френсіс Пауер Кобб
Френсіс Павер Кобб (англ. Frances Power Cobbe; 4 грудня 1822, Донабейт, Північна Ірландія — 5 травня 1904, Долгелай, Уельс) — письменниця, громадська діячка, суфражистка, активістка руху проти вівісекції у Великій Британії. Засновниця Британського союзу за скасування вівісекції у 1898 році.

## Життєпис
Народилася 4 грудня 1822 року в фамільному маєтку в Донабейт, Північна Ірландія, п'ятою дитиною та єдиною донькою Чарльза Кобба (1781—1857), англо-ірландського поміщика, архієпископа Дубліна, та Френсіс Конвей (1777—1847).
Отримала освіту вдома, за винятком двох років навчання у школі в Брайтоні. За словами її біографки Барбари Кейн: «Кобб розглядала своє навчання в школі, яке коштувало 1000 фунтів стерлінгів, як перерву в її освіті та цілковите марнування часу. Гамір, легковажність, безглузда рутина та повна відсутність інтелектуального стимулювання досить контрастували на фоні приємного життя вдома, проведеного в тісному контакті зі своєю коханою матір'ю». У 1838 році Кобб не змогла завершити освіту, бо її відкликали зі школи, щоб вести домашнє господарство: через нездоров'я матір не могла обслуговувати дім.
В 1847 році мати померла, і Кобб втратила віру та поділилася релігійними сумнівами з батьком. За це батько вигнав її з братом з будинку. Згодом він дозволив Кобб повернутися в дім, проте лише в якості служниці. В 1855 році їхні стосунки ще погіршилися після того, як Кобб опублікувала твір атеїстичного змісту «Нарис теорії інтуїтивної моралі» (англ. Essay on the Theory of Intuitive Morals, 1855).
В 1857 році батько помер, і Кобб успадкувавши незначні заощадження, в 1858 році переїхала до Бристоля. Тут познайомилася та з'їхалася з суспільною реформаторкою та феміністкою Мері Карпентер. Однак союз тривав недовго через невзаємність почуттів Кобб. За словами Барбари Кейн, «від цього партнерства Кобб чекала більш інтимного способу спілкування, однак, повна відсутність інтересу з боку Карпентер стало нестерпною для Френсіс». Кобб переїжджає до Лондона, де заробляє написанням статей для газет та журналів.
У 1861 р. її стаття на тему рівноправ'я для жінок допомогла налагодити контакт із провідними феміністками, такими як Барбара Бодіщон та Лідія Беккер. В 1867 Кобб вступила до лондонського відділення Товариства за надання виборчого права жінкам.
На початку 1870 року Френсіс Кобб почала писати статті в підтримку кампанії з заборони вівісекції. Вона активно пропагувала ідею посилення закону про експерименти над тваринами і протягом наступних кількох років стала однією з лідерок британського антивівісекційного руху. Кобб проводила паралелі між жорстокістю чоловіків до тварин та їхньою жорстокістю щодо жінок (див. Екофемінізм). Протягом 1870-х та 80-х Кобб невпинно працювала над антивівісекційною кампанією та, за її власною оцінкою, опублікувала понад 400 брошур та листівок. Вона заснувала і писала для журналу «Зоофіліст» і до 1884 року була секретаркою, а також активісткою товариства «Вікторія Стріт». У 1884 році Кобб звільнилася з Товариства за власним бажанням і отримувала щорічний внесок у розмірі 100 фунтів стерлінгів на знак поваги до її зусиль.
У 1884 році, отримавши спадок від однієї зі своїх подруг, Кобб із партнеркою Мері Ллойд (з якою проживала з 1860 року) переїхала до Уельсу.
Померла Френсіс Кобб 5 квітня 1904 року і була похована неподалік від Мері Ллойд, яка померла в 1896 році.

## Оригінальні праці
- Darwinism in Morals, and Other Essays (1872);
- "Wife Torture in England, " in Contemporary Review (1878);
- The Duties of Women (1881)[4]
- The Scientific Spirit of the Age: And Other Pleas and Discussions (London: Smith Elder and Co, 1888);
- Vivisection in America. I. How it is taught. II. How it is practised (London: Swan Sonnenschein and Co, 1889);
- The Life of Frances Power Cobbe, as told by herself (London: Bentley and Son, 1894)[6]